# Gus G.
Gus G., född Kostas Karamitroudis, 12 september 1980 i Thessaloniki, Grekland, är en grekisk heavy metal-musiker. Han är leadgitarrist i bandet Firewind och sedan 2009 gitarrist i Ozzy Osbournes band. Han har också spelat med banden Mystic Prophecy, Nightrage, Arch Enemy och Dream Evil.
Artist namnet Gus G. har 2 betydelser - "Gus" är ett vanligt grekiskt-amerikanskt namn, engelska översättningen av namnet "Kostas" och "G" var ett smeknamn som han fått av en vän under hans tid i USA.
Gus G. blev år 2003 utsedd som den tredje bästa gitarristen i världen av den japanska tidningen BURRN!
År 2019 överlämnade Gus G. Greklands röster i Eurovision Song Contest 2019.